# Turócszentgyörgy
Turócszentgyörgy (szlovákul Turčiansky Ďur, németül Sankt Georg) község Szlovákiában, a Zsolnai kerületben, a Turócszentmártoni járásban.

## Fekvése
Turócszentmártontól 20 km-re délnyugatra, a Turóc bal oldalán fekszik.

## Története
A település a Szent György tiszteletére szentelt ősi templom körül alakult ki a 14. században. Templomát és papját már az 1332 és 1337 között kelt pápai tizedjegyzék is említi „(plebanus) Sancti Georgii” alakban. 1591-ben birtokának egy részét a zniói jezsuiták szerezték meg. A szerzetesrendek megszüntetését követően a 18. század végén a birtok a helyi plébániáé lett. 1784-ben 6 háza és 48 lakosa volt.
A 18. század végén Vályi András így ír róla: „SZENT GYÖRGY. Tót falu Túrócz Várm. földes Ura a’ helybéli Plébánia, lakosai katolikusok, fekszik Znió-Várallyához 1/4 mértföldnyire; határja jól termő.”
1828-ban 11 ház állt a településen 64 lakossal, akik főként mezőgazdasággal foglalkoztak..
Fényes Elek 1851-ben kiadott geográfiai szótárában így ír a faluról: „Szent-György, tót falu, Thurócz vármegyében, a posoni országutban, 63 kath., 1 evang. lak., termékeny határral. F. u. többen.”
A trianoni diktátumig Turóc vármegye Stubnyafürdői járásához tartozott.

## Népessége
| Év:            | 1994. | 2004.    | 2014.   | 2024.   |
| -------------- | ----- | -------- | ------- | ------- |
| Emberek száma: | 156   | 193      | 175     | 164     |
| Eltérés:       |       | +23,71 % | -9,32 % | -6,28 % |

| Év:            | 2023. | 2024.   |
| -------------- | ----- | ------- |
| Emberek száma: | 165   | 164     |
| Eltérés:       |       | -0,60 % |

1910-ben 74, túlnyomórészt szlovák lakosa volt.
2001-ben 188 lakosából 187 szlovák volt.
2011-ben 172 lakosából 171 szlovák.

## Híres személyek
- Itt született 1823-ban Riszner József zenetanár, zeneszerző.

## Nevezetességei
- Szent György tiszteletére szentelt római katolikus temploma a 14. század elején épült gótikus stílusban. 1602-ben bővítették, ekkor épült tornya is.
- A plébánia barokk épülete.

## Külső hivatkozások
- E-obce.sk Archiválva 2011. augusztus 17-i dátummal a Wayback Machine-ben
- Községinfó
- Turócszentgyörgy Szlovákia térképén